# 邱创教
邱创教（1936年5月—），男，广东普宁人，中华人民共和国政治人物，曾任云南省高级人民法院院长，云南省人大常委会副主任。